# Fun on Earth
Fun on Earth je páté sólové studiové album britského hudebníka Rogera Taylora, člena skupiny Queen, vydané v listopadu 2013 u vydavatelství Virgin EMI Records. Jde o jeho první album od roku 1998, kdy vyšlo Electric Fire. Na albu se jako host podílel například kytarista Jeff Beck, který hraje v písni „Say It's Not True“, či Taylorův syn Rufus Taylor.

## Seznam skladeb
| Pořadí | Název                                     | Délka |
| ------ | ----------------------------------------- | ----- |
| 1.     | One Night Stand                           | 4:22  |
| 2.     | Fight Club                                | 3:02  |
| 3.     | Be with You                               | 3:10  |
| 4.     | Quality Street                            | 4:25  |
| 5.     | I Don't Care                              | 3:24  |
| 6.     | Sunny Day                                 | 3:38  |
| 7.     | Be My Gal (My Brightest Spark)            | 2:45  |
| 8.     | I Am the Drummer (In a Rock n' Roll Band) | 2:47  |
| 9.     | Small                                     | 3:51  |
| 10.    | Say It's Not True                         | 4:58  |
| 11.    | The Unblinking Eye                        | 4:54  |
| 12.    | Up                                        | 3:10  |
| 13.    | Smile                                     | 3:01  |

## Obsazení
- Roger Taylor – zpěv, bicí, perkuse, klávesy, klavír, baskytara, kytara, stylofon
- Jeff Beck – kytara
- Spike Edney – klávesy
- Jason Falloon – kytara
- Steve Hamilton – saxofon
- Kevin Jefferies – baskytara
- Jonathan Perkins – varhany, doprovodné vokály
- Nicola Robins – housle
- Steve Stroud – baskytara
- Rufus Taylor – bicí, klavír